# Struan Rodger
Struan Rodger (18 settembre 1946) è un attore britannico.

## Carriera
Ha iniziato la sua carriera televisiva verso la fine degli anni sessanta, mentre è apparso nel suo primo film cinematografico nel 1978 con un piccolo ruolo in Qualcuno sta uccidendo i più grandi cuochi d'Europa. Tra i suoi ruoli più significativi si ricordano quelli nei film Momenti di gloria (1981), L'amico ritrovato (1989), La pazzia di Re Giorgio (1994) e Kill List (2011), mentre ha interpretato personaggi ricorrenti nelle serie Le avventure di Bailey, Chandler & Co. e Doctor Who. Nel 2014 ha interpretato il Corvo con tre occhi nella quarta stagione della serie HBO Il Trono di Spade.
Molto attivo soprattutto in teatro, nel 2009 ha fatto parte del cast del dramma The First Domino di Jonathan Cash, presentato al Brighton Festival Fringe.

## Filmografia parziale

### Cinema
- Qualcuno sta uccidendo i più grandi cuochi d'Europa (Who Is Killing the Great Chefs of Europe?), regia di Ted Kotcheff (1978)
- Momenti di gloria (Chariots of Fire), regia di Hugh Hudson (1981)
- L'amico ritrovato (Reunion), regia di Jerry Schatzberg (1989)
- L'ora del tè (Diamond Skulls), regia di Nick Broomfield (1989)
- Occhi nel buio (Afraid of the Dark), regia di Mark Peploe (1991)
- Quattro matrimoni e un funerale (Four Weddings and a Funeral), regia di Mike Newell (1994)
- La pazzia di Re Giorgio (The Madness of King George), regia di Nicholas Hytner (1994)
- Nexus 2.431, regia di José María Forqué (1994)
- The Innocent Sleep, regia di Scott Michell (1996)
- Young Adam, regia di David Mackenzie (2003)
- Stardust, regia di Matthew Vaughn (2007)
- Kill List, regia di Ben Wheatley (2011)
- 7 Lives, regia di Paul Wilkins (2011)
- The Marker, regia di Justin Edgar (2017)
- The World We Knew, regia di Matthew Benjamin Jones e Luke Skinner (2020)

### Televisione
- Hobson's Choice – serie TV, 1 episodio (1967)
- Look and Read – serie TV, 10 episodi (1973)
- Warship – serie TV, 1 episodio (1974)
- Il giallo della poltrona (Armchair Thriller) – serie TV, 2 episodi (1978)
- I miserabili (Les Miserables) – film TV (1978)
- Il ritorno di Simon Templar (Return of the Saint) – serie TV, 1 episodio (1979)
- Secret Army – serie TV, 1 episodio (1979)
- Le avventure di Bailey (Rumpole of the Bailey) – serie TV, 3 episodi (1979-1988)
- Sweet Nothings – serie TV, 1 episodio (1980)
- L'ora del mistero (Hammer House of Mystery and Suspense) – serie TV, 1 episodio (1984)
- The Detective – miniserie TV, 3 episodi (1985)
- Addio Miss Marple (Agatha Christie's Miss Marple: Sleeping Murder) – film TV (1987)
- Imaginary Friends – miniserie TV, 3 episodi (1987)
- L'asso della Manica (Bergerac) – serie TV, 1 episodio (1990)
- Poirot (Agatha Christie's Poirot) – serie TV, episodio 2x10 (1990)
- Maigret – serie TV, 1 episodio (1992)
- Prime Suspect – serie TV, 2 episodi (1993)
- Chandler & Co. – serie TV, 6 episodi (1994)
- Faith – miniserie TV, 4 episodi (1994)
- Highlander – serie TV, 1 episodio (1996)
- The Fortunes and Misfortunes of Moll Flanders – film TV (1996)
- The Vice – serie TV, 2 episodi (1999)
- Sea of Souls – serie TV, 2 episodi (2004)
- Distant Shores – serie TV, 3 episodi (2005)
- Taggart – serie TV, 1 episodio (2005)
- L'ispettore Barnaby (Midsomer Murders) - serie TV, episodio 9x05 (2006)
- Doctor Who – serie TV, 3 episodi (2006-2007, 2015)
- The Last Detective – serie TV, 1 episodio (2007)
- Metropolitan Police (The Bill) – serie TV, 2 episodi (2009)
- Mystery Files – serie TV, 3 episodi (2010)
- Law & Order: UK – serie TV, 1 episodio (2010)
- Endeavour – serie TV, 1 episodio (2014)
- Prey – miniserie TV, 3 episodi (2014)
- Il Trono di Spade (Game of Thrones) – serie TV, 1 episodio[2] (2014)
- New Tricks – serie TV, 1 episodio (2014)
- Grantchester – serie TV, 1 episodio (2014)
- A.D.: The Bible Continues – miniserie TV, 2 episodi (2015)
- Enfield: oscure presenze (The Enfield Haunting) – miniserie TV, 2 episodi (2015)
- Unforgotten – serie TV, 2 episodi (2015)
- Shetland – serie TV, 4 episodi (2016)
- Testimoni silenziosi (Silent Witness) – serie TV, 1 episodio (2017)
- No Offence – serie TV, 1 episodio (2017)
- Vera – serie TV, 1 episodio (2017)
- Save Me – serie TV, 6 episodi (2018-in corso)
- Age Before Beauty – serie TV, 5 episodi (2018)

### Cortometraggi
- I Am Bob (2007)
- The Pit (2010)
- The Burn (2014)
- In Extremis (2015)